# 努山塔拉国际机场
努山塔拉国际机场，简称努山塔拉机场，是印度尼西亚一座正在建设中服务于新首都努山塔拉首都区的国际机场，主要服务于印尼政府官员和国际旅客 。2024年11月，该机场已获得国际民用航空组织（ICAO）注册代码WALK并正式商业化运营，但尚未在国际航空运输协会(IATA)注册，因此尚未收到三个字母的代码。

## 位置
努山塔拉国际机场机场距离努山塔拉首都区的零公里标志约23公里，距离巴厘巴板约120公里。
机场位置位于苏丹阿吉·穆罕默德·苏莱曼·瑟宾甘国际机场西北约25公里，距阿吉王爵天猛公普拉诺托国际机场西南约107公里。

## 开发
机场建设于2023年11月1日开始，预计将在2024年12月31日完工。 机场航站楼面积约为7350平方米，机场区域覆盖约347公顷的土地。正在建设的跑道长度为3500米，宽度为45米，可供波音777-300ER和空中客车A380等大型飞机起降。
机场的停机坪可以容纳三架大型飞机，并设有三架直升机的直升机停机坪。各种其他配套设施将为所有类型的航班提供全面服务。 项目建设费用预计约为4.3万亿印尼盾（约合2.61亿美元）。